# لان شینگ
لان شینگ (انگلیسی: Lan Xing؛ زادهٔ ۱۰ دسامبر ۱۹۹۰) تیرانداز اهل چین است. وی در بازی‌های المپیک تابستانی ۲۰۱۲ حضور داشته‌است.